# 狩俣正雄
狩俣 正雄（かりまた まさお、1950年12月14日 - ）は、日本の経営学者。大阪公立大学名誉教授。滋慶医療科学大学大学院客員教授。
沖縄県宮古島生まれ。1975年琉球大学法文学部商学科卒業。1981年神戸商科大学大学院経営学研究科博士課程単位取得退学。1994年「組織のリーダーシップとコミュニケーションの研究」で神戸商科大学博士（経営学）。1980年沖縄大学法経学部専任講師、1982年岡山商科大学専任講師、1983年大阪学院大学専任講師、1985年助教授、1993年教授、2006年大阪市立大学経営学研究科教授。2016年定年退職、名誉教授。2018年滋慶医療科学大学院大学教授。2023年滋慶医療科学大学大学院客員教授
専門は経営管理論、経営組織論、リーダーシップ論、スピリチュアル経営。

## 著書[1]
- 『組織のリーダーシップ』中央経済社 1989
- 『組織のコミュニケーション論』中央経済社 1992
- 『変革期のリーダーシップ  ー組織の意味創造』中央経済社 1996
- 『共生社会の支援システム ー21世紀企業の新しい役割り』中央経済社 2000
- 『支援組織のマネジメント』税務経理協会 2004
- 『信頼の経営  ースピリチュアル経営の構築に向けて』中央経済社 2009
- 『障害者雇用と企業経営 ー共生社会にむけたスピリチュアル経営』明石書店 世界人権問題叢書 2012
- 『スピリチュアル経営のリーダーシップ  ー働きがいのある最高の組織づくりに向けて』中央経済社 2017
- 『インテグラル・マネジメント ー働きがいのある最高の組織の構築』Amazon Kindle ペーペーバック版 2023
- 『Ventures, Innovation, and Japanese Management』 Amazon Kindle  ペーペーバック版  2023
- 『スピリチュアル・コミュニケーション』Amazon Kindle ペーペーバック版 2025

### 共著
- 『ベンチャーの戦略行動』後藤幸男、植藤正志、西村慶一 共編著 中央経済社 1999
- 『チームビルディング－働きがいのある最高のチーム作り－』李超共著　中央経済社　2023

## 論文
- ＜狩俣正雄